# Present Arms
Present Arms är ett musikalbum av reggaegruppen UB40 lanserat 1981 på gruppens eget skivbolag DEP International. Albumet var deras andra studioalbum och blev liksom debuten Signing Off en framgång i Storbritannien där det nådde andraplatsen på albumlistan och den politiska singeln "One in Ten" blev en hitsingel. Liksom med debutalbumet medföljde en bonusskiva i form av en maxisingel med två låtar. 

## Låtlista
1. "Present Arms" – 4:08
2. "Sardonicus" – 4:29
3. "Don't Let It Pass You By" – 7:45
4. "Wildcat" – 3:04
5. "One in Ten" – 4:32
6. "Don't Slow Down" – 4:28
7. "Silent Witness" – 4:15
8. "Lamb's Bread" – 4:48
9. "Don't Walk on the Grass" – 5:07
10. "Dr X" – 5:20